# 处州府
处州府，中国明、清时的府。

处州府在浙江省的位置（1820年）

元朝至正十九年（1359年），朱元璋改处州路为安南府，随后改为处州府，辖区相当于今浙江省丽水市，另有小部分地今属金华市武义县、溫州市所轄永嘉縣與文成縣。下辖10个县：丽水县（首县）、青田县、缙云县、云和县、遂昌县、龙泉县、松阳县、庆元县、景宁县、宣平县。明朝景泰三年（1452年）达到十个县的规模。辛亥革命后，全国废府，废。

## 延伸阅读
[在维基数据编辑]
 《欽定古今圖書集成·方輿彙編·職方典·處州府部》，出自陈梦雷《古今圖書集成》